# Мозырская операция
Мозырская операция (польск. Bitwa o Mozyrz i Kalenkowicze) — тактическая наступательная операция, предшествовавшая Киевской операции польских войск во время советско-польской войны, проведённая 4 марта — 23 марта 1920 года в районе Мозыря.

## Военно-стратегическая ситуация
Готовясь к крупному наступлению на Украине, польское командование решило предварительно захватить уездный город Мозырь и железнодорожный узел Калинковичи. Это перерезало бы важную рокадную железную дорогу, позволявшую советскому командованию быстро перебрасывать войска и боеприпасы вдоль всего советско-польского фронта, и вынудило бы его пользоваться более удалёнными от фронта путями сообщения. Кроме того, захват Мозыря позволял польским войскам занять выгодную позицию на возвышенном правом берегу Припяти. В случае успеха операции Полесская группа польских войск создала бы угрозу правому флангу 12-й армии.

## Силы сторон и план операции
Полесская группа польских войск состояла из 9-й пехотной дивизии (командующий дивизией и всей группой — полковник Владислав Сикорский) и 2-й кавалерийской бригады (2 полка, командующий — полковник Здислав Костецкий). Группа насчитывала 7 тысяч штыков и 1700 сабель, имела 202 пулемёта, 28 орудий, 2 бронепоезда.
Район Мозырь-Калинковичи защищали две бригады 47-й стрелковой дивизии РККА. Польская разведка оценила силы противника в 4 тысячи штыков, 150 сабель, 84 пулемёта, 24 орудия и 6 бронепоездов. В тылу, в районе Речицы (85 км от Калинкович) находилась 57-я стрелковая дивизия РККА.
Главнокомандующий Пилсудский 26 февраля 1920 года издал приказ о начале Мозырской операции в начале марта 1920 года. План операции предусматривал наступление 17-й пехотной бригады в центре на Мозырь и Калинковичи с одновременным обходом сил противника на флангах: на севере 2-й кавалерийской бригадой через местечко Шатилки к Днепру, на юге 18-й пехотной бригадой через Ельск на Барбаров и Наровлю. Этим силам была поставлена задача окружить и уничтожить советские войска в районе Мозыря. Параллельно 4-я пехотная дивизия должна была ударить с севера на Овруч, чтобы отвлечь внимание и силы РККА от основной операции польских войск.

## Ход боевых действий
В условиях весенней распутицы в лесисто-болотистой местности войска Полесской группы начали наступление на рассвете 4 марта. Первые же атаки принесли успех, так как случайно совпали с заменой частей 47-й стрелковой дивизии частями 57-й стрелковой дивизии. Вечером 5 марта два батальона 17-й пехотной бригады подошли к Калинковичам, обойдя их с северо-востока, и завязали бой на станции. Утром 6 марта польские подразделения полностью заняли станцию Калинковичи, взяв в плен около 500 человек и захватив один бронепоезд.
18-я пехотная бригада 9-й дивизии к полудню 5 марта ворвалась в Мозырь и захватила мост через Припять. Захват города произошёл настолько стремительно, что польским войскам удалось захватить штаб 1-й бригады советской 47-й дивизии. В 17 часов с юго-западного направления в Мозырь вошли остальные подразделения 18-й пехотной бригады.
К утру 6 марта войска Полесской группы вышли на рубежи, указанные в приказе Пилсудского, за исключением Шатилок, которые были заняты вечером 7 марта. Вскоре польскими войсками были заняты также Ельск, Барбаров и Наровля.
Продолжая развивать свой первоначальный успех на стыке Западного и Юго-Западного фронтов, поляки 8 марта заняли Речицу и 12 марта — Хойники. Наступление польских войск на Речицком направлении грозило Гомельскому и Жлобинскому железнодорожным узлам.
Главком С. С. Каменев, находившийся в это время в штабе Западного фронта, приказал перебросить на угрожающее направление несколько дивизий Западного и Юго-Западного фронтов и перейти в решительное контрнаступление, имея в виду как ближайшую цель восстановление в кратчайший срок положения в Мозырском и Овручском районах и выход на линию рек Птич — Уборть.
Советские войска начали контратаки; особенно сильные бои шли в районе Шатилок, где действовали два стрелковых полки с приданными им взводом артиллерии, эскадроном кавалерии и бронепоездом. Однако встретив упорное сопротивление противника, они смогли лишь удержать позицию непосредственно против переправы на левом берегу Березины. В это время части 57-й стрелковой дивизии овладели вновь Речицей и начали продвигаться к западу по направлению на Калинковичи. В ходе последовавших с 17 по 23 марта боёв все атаки советских войск были отбиты.

## Боевая работа авиации
Лесистая местность района боевых действий затрудняла работу воздушного флота и предъявляла повышенные требования к опытности лётного состава. К началу операции на мозырском направлении части Красной Армии располагали лишь несколькими действующими самолётами 32-го авиационного отряда.  К тому же  весной 1920 года большинство дней были облачными, этим объясняется немногочисленность полётов как красной, так и польской авиации.
В течение марта на этом участке фронта работало всего лишь два самолёта - "ньюпор" и "сопвич", которые совершили полёты с разведывательными целями. К началу операции на мозырском направлении противоборствующие стороны занимали фронт протяжённостью 100 км. Таким образом в марте красные войска имели один самолёт на 50 км фронта.

## Результаты
Наступление польских войск создало угрозу Гомелю. Польские войска захватили 21 паровоз, 890 вагонов, 3 бронекатера и 23 речных судна. Было взято свыше 800 пленных, 14 орудий, несколько десятков пулемётов, два склада боеприпасов. Польские потери в ходе Мозырской операции составили 62 человека убитыми и ранеными. За эту операцию полковник Владислав Сикорский получил орден «Virtuti Militari» 2-го класса и звание генерала-подпоручика.